# Abierto de Estados Unidos 2004

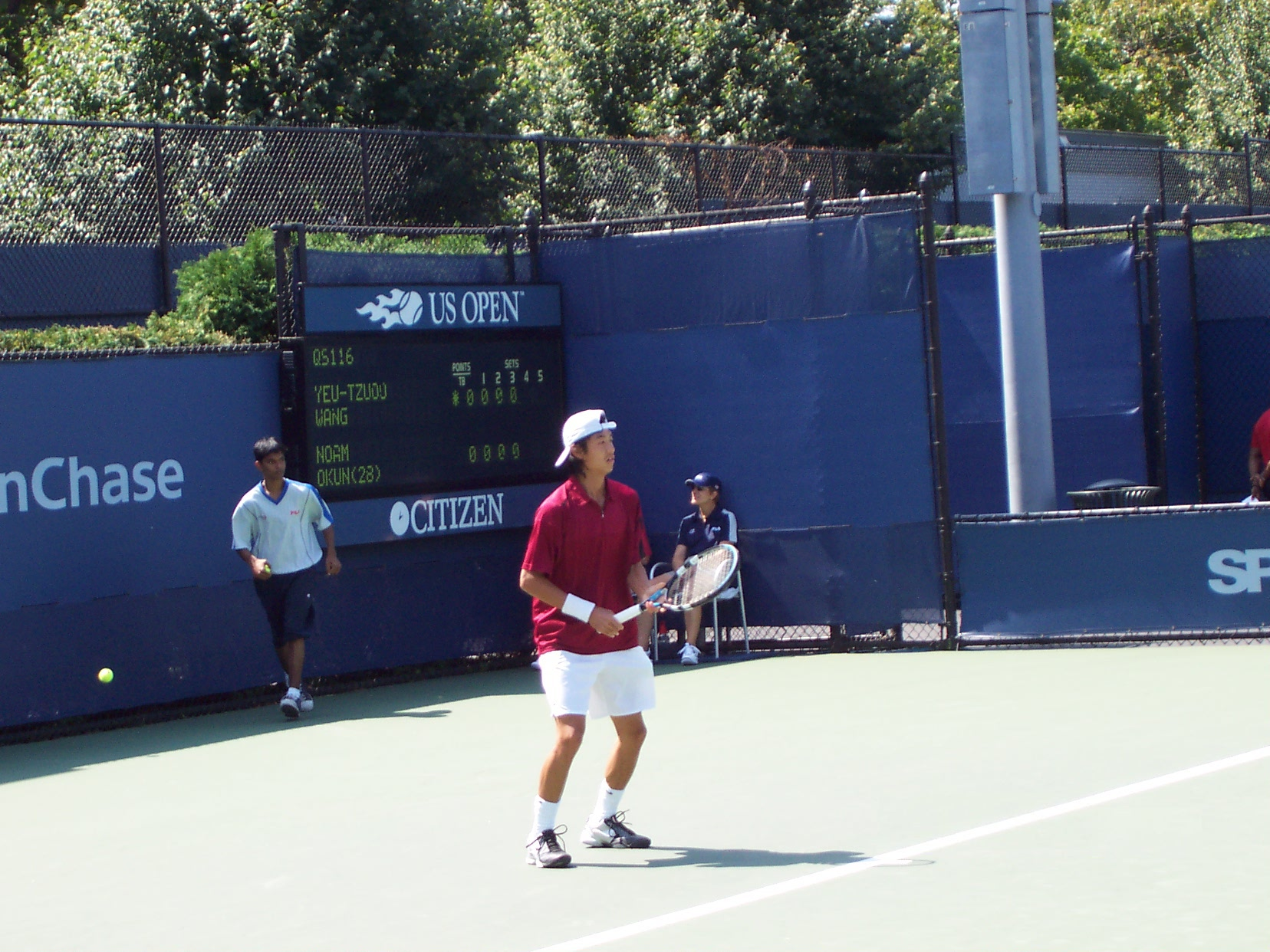
Yeu Tzoo Wang en el Abierto de Estados Unidos 2004

Lista de los campeones del Abierto de los Estados Unidos de 2004:

## Seniors

### Individual masculino
Roger Federer vence a  Lleyton Hewitt 6-0, 7-6(3), 6-0

### Individual femenino
Svetlana Kuznetsova vence a  Yelena Deméntieva 6-3, 7-5

### Dobles masculino
Mark Knowles /  Daniel Nestor vencen a  Leander Paes /  David Rikl 6-3, 6-3

### Dobles femenino
Virginia Ruano Pascual /  Paola Suárez vencen a  Svetlana Kuznetsova /  Yelena Líjovtseva 6-4, 7-5

### Dobles mixto
Vera Zvonariova /  Bob Bryan vencen a  Alicia Molik /  Todd Woodbridge 6-3, 6-4

## Juniors

### Individual masculino
Andy Murray vence a  Sergiy Stajovski 6-4, 6-2

### Individual femenino
Michaella Krajicek vence a  Jessica Kirkland 6-1, 6-1

### Dobles masculino
Brendan Evans /  Scott Oudsema vencen a  Andreas Beck /  Sebastian Rieschick 4-6, 6-1, 6-2

### Dobles femenino
Marina Erakovic /  Michaella Krajicek vencen a  Madalina Gojnea /  Monica Niculescu 7-6(4), 6-0
| Predecesor: Abierto de los Estados Unidos 2003 | Abierto de los Estados Unidos 2004 | Sucesor: Abierto de los Estados Unidos 2005 |
| Predecesor: Campeonato de Wimbledon 2004       | Grand Slam 2004                    | Sucesor: Abierto de Australia 2005          |

- Datos: Q840907
- Multimedia: 2004 US Open (tennis) / Q840907